# Linköping
Linköping ( výslovnost, [ˈlinɕøːpiŋ]) je město v jižním Švédsku, hlavní město provincie Östergötland. 
Město Linköping mělo podle údajů z roku 2019 zde žije 114 582 obyvatel. Leží na řece Roxen a je výborně dopravně dostupné. Je napojeno na evropskou silnici E4 a železnicí je spojeno se Stockholmem, Malmö či Kodaní. 
Dominantou města je katedrála ze 12. století, město je však známé také díky zdejší univerzitě založené teprve v roce 1975, ale také díky podnikům v hi-tech průmyslu. Jedním z nejvýznamnějších zaměstnavatelů ve městě je společnost SAAB.

## Slavní obyvatelé a rodáci
- Levin Möller, teolog
- Pontus Carlsson, šachista
- Ghost, hard rocková skupina